# Mary Moffat Livingstone
Mary Moffat Livingstone, née Mary Moffat le 12 avril 1821 à Griquatown, en Afrique australe (sur un territoire qui est devenu une terre sud-africaine, et morte le 27 avril 1862 à Shupanga (sur un territoire devenu mozambicain) est une exploratrice, longtemps ignorée dans l'ombre de son mari, mais dont le rôle fut important. 

## Biographie
Mary Moffat est née en 1821 à Griquatown, en Afrique australe, au nord de la Colonie du Cap et à l'ouest de l'État libre d'Orange,. Ses parents, Robert Moffat et Mary Smith, sont membres de la London Missionary Society (LMS), une société missionnaire chrétienne évangélique. Ses parents  s’installent peu après, en 1825, encore un peu plus au nord, dans une mission à Kuruman parmi les peuples Bechuana qui vivent à l'ouest de la rivière Vaal. Elle est l’aînée de leurs 10 enfants. Elle passe en cet endroit son enfance et son adolescence. À partir de 1835, elle effectue des études au Cap. Puis de 1839 à 1843, elle vit en Grande-Bretagne où ses parents sont retournés quelques années. 
Lorsque ses parents reviennent en Afrique australe et entreprennent le voyage en char à bœufs vers la mission de Kuruman, elle est à leurs côtés. Un nouveau membre de cette mission, un missionnaire ambitieux, David Livingstone, vient à leur rencontre en janvier 1844 lorsqu'ils atteignent la rivière Vaal. Bien qu'il ait surtout parlé à son père alors qu'ils étaient assis dans la charrette pendant la durée du voyage vers la mission, c'est la première fois que lui et Mary Moffat font connaissance. Mary Moffat et David Livingstone se marient en 1845 à l’église de Kuruman. 
Le couple vit d'abord à Mabotsa avant de déménager à Chonuane puis à Kolobeng. La connaissance de la région par Mary Moffat ainsi que sa maîtrise de plusieurs langues africaines aident particulièrement le couple dans ses voyages. Elle est alors plus connue en Afrique australe que David Livingstone, si bien que ce dernier doit se présenter comme son mari. Elle et son époux traversent le désert du Kalahari à deux reprises, en 1849 et 1850. Ils auront six enfants. Son quatrième enfant est né peu après leur retour du premier de ces voyages à travers le désert et est mort quelques semaines plus tard. Son cinquième enfant est né lors de leur second voyage.
Avant son expédition sur le Zambèze, en 1853-1856, David Livingstone, ayant désormais acquis avec son épouse une grande expérience de ce type d’expédition préfère envoyer Mary Moffat Livingstone et leurs quatre enfants en Grande-Bretagne, pour l'éducation et la sécurité des enfants. En 1852, elle retourne donc en Écosse chez ses beaux-parents. Le séjour se révèle plus difficile à vivre qu’en Afrique australe. La solitude qu'elle ressent dans cette contrée qui lui semble bien étrange et dans une ville où elle ne connaît personne,  Hamilton, l'amène à se mettre à boire. Après plusieurs déménagements, elle finit par s'installer à Kendal, où elle vit avec Charles et Susanna Braithwaite, des quakers évangéliques proches de la London Missionary Society, société à laquelle appartiennent ses parents et son mari. Lorsque David Livingstone revient en Angleterre, il est célébré comme un héros national, et son épouse est généralement ignorée.
En 1858, Mary Moffat Livingstone retourne en Afrique pour accompagner son mari dans une nouvelle expédition. Mais elle tombe à nouveau enceinte et quitte l'expédition pour se rendre chez ses parents à Kuruman pour la naissance de leur sixième enfant. Lorsqu'elle le rejoint trois ans plus tard à la mission de Shupanga, elle tombe malade de la malaria et meurt en 1862 à l'âge de 41 ans. Elle est inhumée à Shupanga, dans une tombe un peu abandonnée depuis, et implantée dans ce qui s'appelle désormais le Mozambique. Son mari meurt en 1873, à 60 ans, et est inhumé  avec les honneurs à l’Abbaye de Westminster.